# Sư tử Barbary
Sư tử Barbary (Panthera leo leo) là một phân loài sư tử ở Bắc Phi đã bị tuyệt chủng cục bộ ngày nay. Chúng là phân loài sư tử lớn nhất, từng sinh sống ở khu vực duyên hải Barbary của vùng Maghreb, phân bố từ dãy núi Atlas đến Ai Cập trước khi bị suy giảm số lượng và thu hẹp môi trường sống do hoạt động săn bắn của con người. Những con sư tử Barbary ngày xưa đã được các hoàng đế La Mã nuôi, để dành cho những cuộc đấu trên đấu trường. Những nhà quý tộc La Mã như Sulla, Pompey và Julius Caesar thường ra lệnh giết hàng loạt sư tử Barbary - tới 400 con một lần. Con sư tử hoang Barbary cuối cùng bị giết chết ở Maroc năm 1922 do sự săn bắn bừa bãi. Tuy nhiên, theo một đánh giá toàn diện dựa trên các hồ sơ săn bắn cho thấy các nhóm sư tử nhỏ có thể sống sót ở Algeria cho đến đầu những năm 1960 và ở Maroc cho đến giữa những năm 1960.
Cho đến năm 2017, sư tử Barbary được coi là một phân loài sư tử riêng biệt. Kết quả phân tích hình thái học và di truyền học của các mẫu vật sư tử từ Bắc Phi cho thấy sư tử Barbary không khác biệt đáng kể so với các mẫu vật sư tử được thu thập ở Tây Phi và phía Bắc của Trung Phi. Sư tử Barbary rơi vào nhóm phylogeographic tương tự như sư tử châu Á.
Sư tử Barbary còn được gọi là "sư tử Bắc Phi", "sư tử Berber", "sư tử Atlas" và "sư tử Ai Cập".

## Đặc điểm
Các mẫu vật của loài sư tử Barbary cho thấy chúng có nhiều màu từ sáng đến tối. Sư tử đực thường có bờm màu sáng hoặc tối, bờm ngắn hoặc bờm dài. Chiều dài từ đầu đến đuôi ở con đực thay đổi từ 2,35-2,8 m (7 ft 9 in-9 ft 2 in) và ở con cái là khoảng 2,5 m (8 ft 2 in). Kích thước hộp sọ thay đổi từ 30,85-37,23 cm (12,15-14,66 in). Lông bờm dài từ 8–22 cm (3,1-8,7 in).
Trong các tài liệu của thợ săn thế kỷ 19, sư tử Barbary được tuyên bố là loài sư tử lớn nhất, với trọng lượng của những con sư tử đực hoang dã dao động khoảng 270–300 kg (600-660 lb). Tuy nhiên, độ chính xác của các dữ liệu trên được xem là nghi vấn. Sư tử Captive Barbary nhỏ hơn nhiều nhưng được nuôi nhốt trong điều kiện tồi tệ đến mức chúng có thể không đạt được kích thước và trọng lượng tiềm năng thực sự.
Màu sắc và kích thước của những con sư tử từ lâu đã được cho là một đặc điểm hình thái đủ khác biệt để phù hợp với sự đặc thù của mỗi quần thể sư tử. Sự phát triển của bờm thay đổi theo tuổi tác và có sự khác nhau giữa các cá thể từ các khu vực khác nhau, do đó bờm không phải là một đặc điểm dùng để xác định phân loài. Kích thước của bờm không được coi là bằng chứng để nghiên cứu về tổ tiên của sư tử Barbary. Thay vào đó, kết quả nghiên cứu DNA ty thể trong một mẫu vật được tìm thấy trong số các mẫu vật của bảo tàng được cho là có nguồn gốc từ sư tử Barbary. Sự hiện diện của haplotype này được coi là một dấu hiệu phân tử đáng tin cậy để xác định các cá thể sư tử Barbary bị giam cầm. Sư tử Barbary có thể đã phát triển một bộ lông dài vì nhiệt độ ở dãy núi Atlas thấp hơn so với các khu vực khác ở châu Phi, đặc biệt là vào mùa đông. Kết quả của một cuộc nghiên cứu dài hạn về sư tử ở Vườn quốc gia Serengeti đã chỉ ra rằng nhiệt độ môi trường, dinh dưỡng và nồng độ testosterone có ảnh hưởng đến màu sắc và kích thước của bờm sư tử.